# ترور نان
ترور نان (انگلیسی: Trevor Nunn؛ زادهٔ ۱۴ ژانویهٔ ۱۹۴۰) کارگردان اهل انگلستان است.
وی همچنین برندهٔ جوایزی همچون جایزه لارنس الیویه شده و کارگردان فیلم‌هایی همچون هدا و بانو جین بوده‌است.